# Thomas Röwekamp

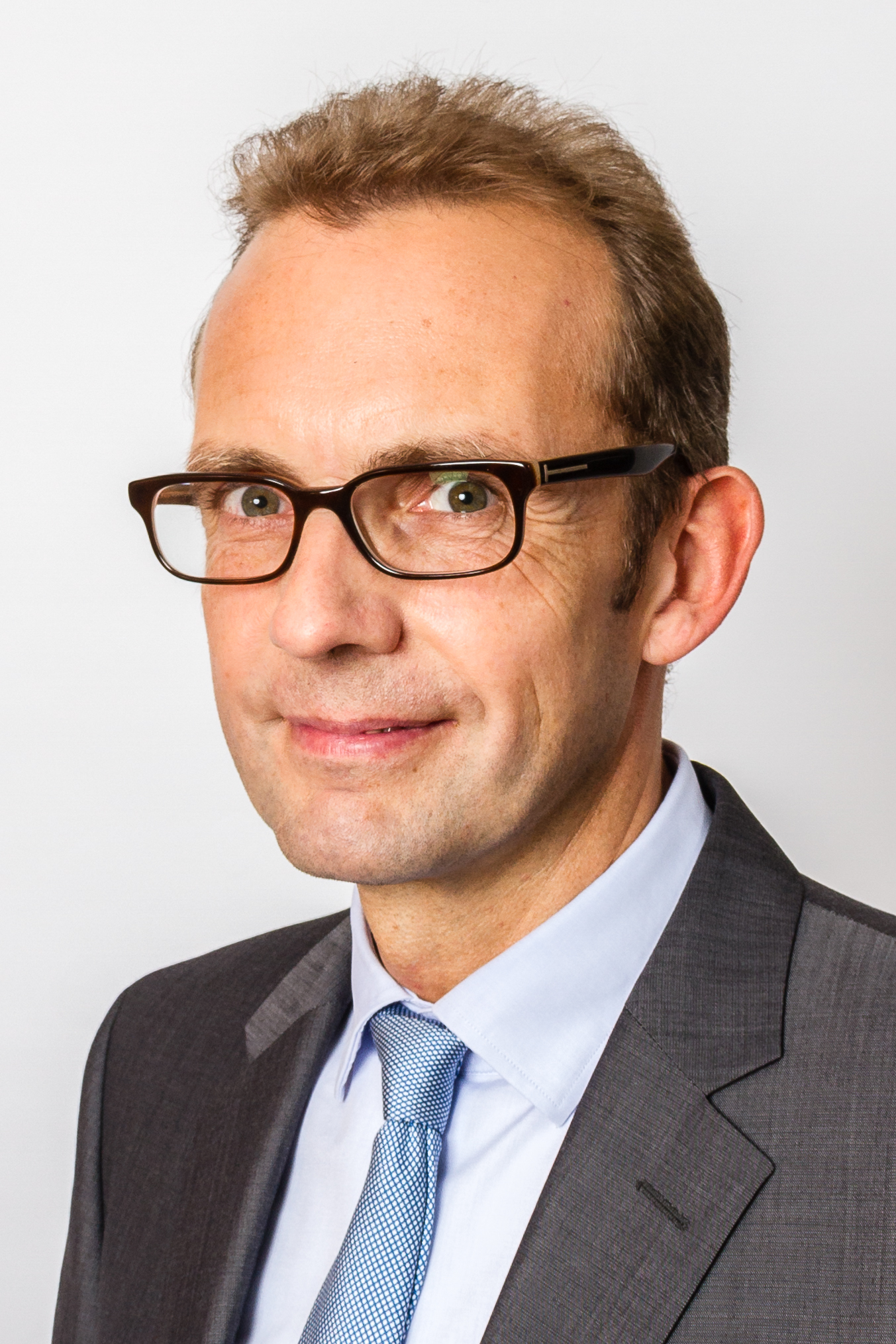
Thomas Röwekamp (2014)

Thomas Röwekamp (* 18. September 1966 in Bremerhaven) ist ein deutscher Politiker (CDU), seit 2021 Mitglied des Deutschen Bundestages und seit 2025 dort Vorsitzender des Verteidigungsausschusses. Er war von 1991 bis 2003 und von 2007 bis 2021 Abgeordneter der Bremischen Bürgerschaft sowie von 2007 bis 2021 CDU-Fraktionsvorsitzender in der Bremer Bürgerschaft und damit Oppositionsführer. Zuvor war er in den Regierungen von Henning Scherf Senator sowie unter Jens Böhrnsen zusätzlich Bürgermeister von Bremen.
Seit Oktober 2021 ist er als Nachfolger von Elisabeth Motschmann Vorsitzender der CDU Landesgruppe Bremen.

## Leben

### Familie, Ausbildung und Beruf
Röwekamp besuchte das Gymnasium, absolvierte nach dem Abitur eine Banklehre und war bis 1990 als Bankkaufmann tätig. Er studierte von 1990 bis 1994 Rechtswissenschaften an der Universität Bremen. Von 1995 bis 1997 war er Rechtsreferendar in Düsseldorf und Oldenburg. 1997 machte er sich als Rechtsanwalt selbständig und wurde 2004 Fachanwalt für Versicherungsrecht in einer zivil- und wirtschaftsrechtlich ausgerichteten Kanzlei. Er ist zudem Fachanwalt für Steuerrecht und Fachanwalt für Erbrecht. 2014 wurde er zum Notar bestellt.
Röwekamp ist verheiratet und hat drei Kinder.

### Politik
Röwekamp ist seit 1983 Mitglied der CDU. Von 1985 bis 1990 war er Vorsitzender der Jungen Union in Bremerhaven. Von 1987 bis 1991 war er Mitglied der Stadtverordnetenversammlung Bremerhaven. Seit 1996 ist er stellvertretender Kreisvorsitzender seiner Partei in Bremerhaven, deren Vorstand er seit 1985 angehört.
1991 wurde er erstmals Mitglied der Bremischen Bürgerschaft. Die Mitgliedschaft ruhte während seiner Zeit als Senator (2003–2007). Ab 2007 war er wieder Abgeordneter und war von 2007 bis 2021 Fraktionsvorsitzender der CDU-Bürgerschaftsfraktion.

#### Senator
Röwekamp war von 2003 bis 2007 Senator für Inneres und Sport im Senat Scherf III sowie zusätzlich von 2005 bis 2007 Bürgermeister im Senat Böhrnsen I in den jeweiligen SPD/CDU-Koalitionen.
Er befasste sich mit der Aufklärung über die Gefahren des „Sexuellen Missbrauchs von Kindern im Chat“.
Im August 2004 erlangte er überregionale Bekanntheit, als er zu erwirken versuchte, dass Murat Kurnaz seine unbefristete Aufenthaltsgenehmigung verliere, da er die vom Gesetz vorgeschriebene Fristverlängerung nicht rechtzeitig beantragt habe. Kurnaz war jedoch ab Oktober 2001 in der US-amerikanischen Militärbasis Guantánamo Bay ohne Rechtsgrundlage interniert, bis er am 24. August 2006 nach Deutschland entlassen wurde. Im November 2005 entschied das Verwaltungsgericht der Freien Hansestadt Bremen, dass Kurnaz seine unbefristete Aufenthaltserlaubnis nicht verwirkt habe.
Als Innensenator brachte Röwekamp kostensparende Strukturveränderungen innerhalb der Polizei Bremen auf den Weg. Später trug Röwekamp die politische Verantwortung für die Vergabe von
Brechmitteln an mutmaßliche Drogendealer, die Anfang Januar 2005 ein Todesopfer forderten: Der 35-jährige Laya-Alama Condé aus Sierra Leone erbrach auf dem Polizeirevier des Bremer Stadtteils Vahr vier Kokainkügelchen und ertrank nach dem zwangsweisen Einflößen von Wasser. Röwekamp rechtfertigte den Brechmitteleinsatz mit den Worten, „Schwerstkriminelle“ müssten „mit körperlichen Nachteilen rechnen“. Unter dem Motto „Das war Mord, Herr Röwekamp!“ demonstrierten rund 1.000 Menschen, darunter die Afrikanische Gemeinde, gegen „Brechmittelfolter“ und Rassismus. Gegen Röwekamp wurden 33 Strafanzeigen  und ein Misstrauensantrag gestellt. Keine der Strafanzeigen wurden verfolgt, der Misstrauensantrag scheiterte.
Von 2005 bis 2006 war er Vorsitzender der Sportministerkonferenz. Er setzte die Schwerpunkte in den Bereichen Leistungssport, Doping, Gesundheit und gesellschaftliche Bedeutung des Sports. Er initiierte u. a. ein Spitzentreffen der Sportministerkonferenz (SMK) mit der Kultusministerkonferenz (KMK), der Hochschulrektorenkonferenz (HRK) und dem Deutschen Olympischen Sportbund (DOSB). Ziele waren die bessere Förderung von studierenden Spitzensportlern, die Senkung des sogenannten drop-out-Effekts und die Erleichterung der Rahmenbedingungen für eine sportliche Karriere.

#### Fraktionsvorsitzender
Für die Bürgerschaftswahl 2007 wurde Röwekamp zum Spitzenkandidaten der CDU gewählt. Nachdem die CDU auf 25,7 % der Stimmen absackte, beendete die SPD unter Böhrnsen die Große Koalition zugunsten einer Koalition mit den Grünen. Röwekamp schied daraufhin aus dem Senat aus und zog wieder in die Bürgerschaft ein. Dort war er Vorsitzender der CDU-Fraktion und in der Parlamentarischen Kontrollkommission und im Verfassungs- und Geschäftsordnungsausschuss vertreten. 2007 versuchte er erfolglos eine Grundschullehrerin als früheres Mitglied der Rote Armee Fraktion aus dem Schuldienst entfernen zu lassen. Im Zuge seiner Kandidatur für die Bundestagswahl 2021 legte er sein Amt als Fraktionsvorsitzender nieder. Ihm folgte Heiko Strohmann nach.

#### Landesvorsitzender
Von Mai 2008 bis zum 16. Dezember 2011 war Röwekamp Landesvorsitzender der CDU Bremen als Nachfolger von Bernd Neumann.
Im Mai 2008 musste sich Röwekamp bei seinen Parteifreunden entschuldigen, die seinetwegen von aufgebrachten Bürgern an Infoständen der CDU beschimpft worden waren. In der Haushaltsdebatte vom 10. April 2008 hatte die SPD-Abgeordnete Karin Garling die Forderung der CDU nach Absenkung der Mietobergrenzen für Menschen mit Hartz-IV-Leistungsbezug mit den Worten gerügt, die Opposition wolle wieder „Tausende Menschen in Bremen zum Verlassen ihrer Wohnungen und ihres sozialen Umfeldes zwingen“. Ausweislich des Plenarprotokolls reagierte er mit dem provokanten Zwischenruf: „Unter Brücken sollen sie schlafen!“
Röwekamp führte 2008 eine Kampagne zu Schutz der bestehenden staatlichen Gymnasien im Land Bremen an und wandte sich damit zunächst gegen die Schulpolitik der SPD. Mit ihm vollführte die CDU gleichzeitig den Schritt, sich von der Idee des dreigliedrigen Schulsystems zu verabschieden. Er setzte sich für einen Kompromiss ein und initiierte den sogenannten Bremer Bildungskonsens. Dieser legt für die nächsten zehn Jahre das Zwei-Säulen-Modell der Allgemeinbildung in Bremen fest, in dem es neben den Gymnasien noch „Oberschulen“ (Gesamtschulen) geben soll.
Bei der Bürgerschaftswahl 2011 rutschte die CDU mit 20,4 Prozent auf Platz drei ab und wurde von den Grünen überflügelt. Mehrere altgediente, teils prominente CDU-Mitglieder forderten daraufhin Röwekamps Rücktritt, der auf einem Sonderparteitag erörtert wurde. Auch der Bremer CDU-Ehrenvorsitzende, Kulturstaatsminister a. D. Bernd Neumann, legte ihm den Rücktritt nahe. Röwekamp lehnte dieses ab, u. a. mit der Begründung, er wolle sich „nicht bei Schlechtwetterlagen vom Acker machen“. Dem Vorschlag, eine Mitgliederbefragung über den Landesvorsitz durchzuführen, stimmte der Parteitag zu. Nach diesem Mitgliedervotum trat Röwekamp zurück.

#### Mitglied des Bundestages
Bei der Bundestagswahl 2021 wurde Röwekamp als Spitzenkandidat der bremischen CDU in den Bundestag gewählt. Anschließend legte er am 15. Oktober 2021 sein Bürgerschaftsmandat nieder. Für ihn rückte Melanie Morawietz nach. Im 20. Deutschen Bundestag war er Obmann seiner Fraktion im 1. Untersuchungsausschuss, ordentliches Mitglied im Verteidigungsausschuss und stellvertretendes Mitglied im Ausschuss für Klimaschutz und Energie.
2025 wurde er erneut in den Bundestag gewählt. Er ist Vorsitzender und ordentliches Mitglied des Verteidigungsausschusses sowie stellvertretendes Mitglied im Ausschuss für Forschung, Technologie, Raumfahrt und Technikfolgenabschätzung.

### Weitere Mitgliedschaften
- Röwekamp engagiert sich in mehreren gemeinnützigen und karitativen Einrichtungen und Vereinen, beispielsweise für den Verein Schattenriss, der Mädchen und Frauen bei der Verarbeitung von sexuellen Gewalterfahrungen unterstützt.
- Er ist als Diakon Mitglied im Vorstand der Gemeinde zur Bürgermeister-Smidt-Gedächtniskirche in Bremerhaven.
- AB dem 8. Juli 2022 war er Mitglied im 1. Untersuchungsausschuss der 20. Wahlperiode des Deutschen Bundestages.
- Er ist Mitglied der überparteilichen Europa-Union Deutschland, die sich für ein föderales Europa und den europäischen Einigungsprozess einsetzt.[23]

## Trivia
Der Rapper Jaspa hat im Battle gegen EnteTainment im JuliensBlogBattle 2015, höchstwahrscheinlich inkorrekt, behauptet, dass EnteTainment der Sohn von Thomas Röwekamp sei und von ihm gezwungen wurde eine Maske für sein Internet-Image zu tragen, weil der Internetauftritt des angeblichen Sohnes schädlich wäre für die politische Karriere von Röwekamp.